# Fedotovia
Fedotovia là một chi nhện trong họ Gnaphosidae.